# Round How
Der Round How (englisch für Runder Hügel) ist ein rund 65 m hoher Hügel auf Bird Island vor der nordwestlichen Spitze Südgeorgiens im Südatlantik. Er ragt südwestlich der Evermann Cove auf.
Britische Wissenschaftler benannten ihn 1968 deskriptiv.